# Renaissance carolingienne
Pour les articles homonymes, voir Renaissance (homonymie).
Vous lisez un « article de qualité » labellisé en 2009.

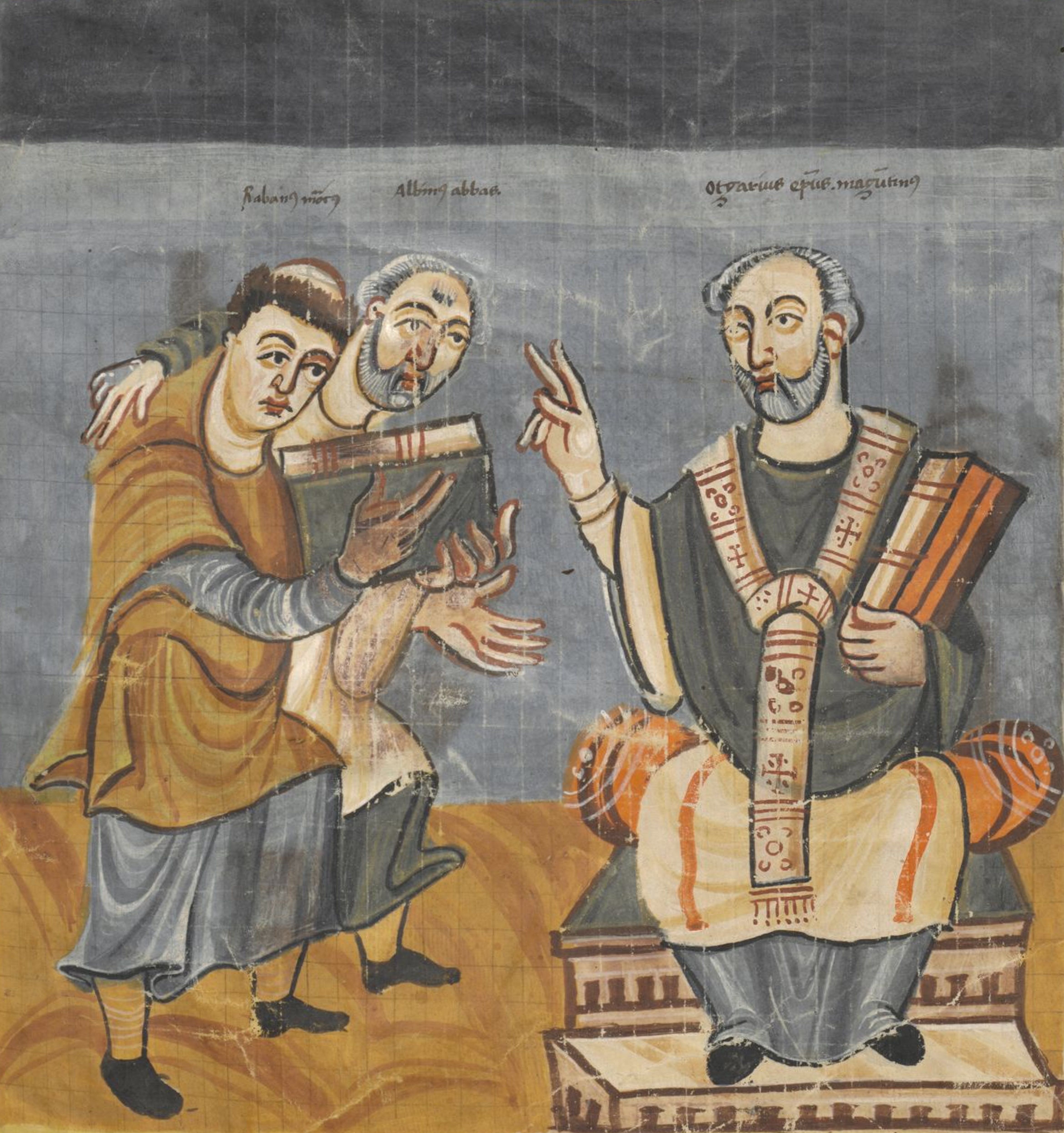
Raban Maur (gauche), présenté par Alcuin (centre), dédicace son œuvre à l'archevêque Otgar de Mayence (droite). Liber de laudibus Sanctae Crucis, manuscrit de Fulda, vers 831-840.

La renaissance carolingienne (ou réforme carolingienne) est une période de renouveau de la culture et des études en Occident sous les empereurs carolingiens, aux VIIIe et IXe siècles. Sous Charlemagne (768-814), Louis le Pieux (814-840) et Charles le Chauve (843-877) principalement, des progrès sensibles sont effectués dans le monde des écoles chrétiennes, tandis que la cour attire des lettrés influents, dont Alcuin, Éginhard, Raban Maur, Dungal ou Jean Scot Érigène.
La renaissance carolingienne, première période de renouveau culturel majeur au Moyen Âge à l'échelle de l'Occident, est une période d'importants progrès intellectuels, notamment grâce à la redécouverte de la langue latine, à la sauvegarde de nombreux auteurs classiques, et à la promotion des arts libéraux.
Cette notion de « renaissance » a cependant été remise en cause par l'historiographie contemporaine, car elle présuppose qu'il y a eu effondrement de la culture entre l'époque romaine et l'époque carolingienne. Or, il a été mis en évidence que ce n'est pas le cas, le Haut Moyen Âge, autrefois qualifié d'« Âge sombre », étant en effet réhabilité. De plus, on pourrait parler de renaissances carolingiennes car cette période se distingue par plusieurs phases. Ainsi, les médiévistes désignent désormais celle-ci sous l'appellation de « réforme carolingienne ».

## Historiographie

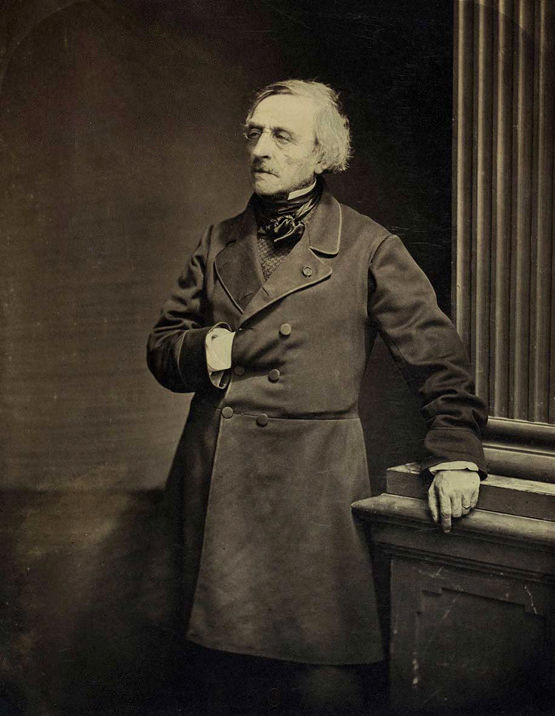
Jean-Jacques Ampère inventa l'expression « renaissance carolingienne » ; portrait photographique par Adam Salomon.

L'expression « Renaissance » en histoire médiévale, et en particulier de « renaissance carolingienne », dans les années 1830 vient de l'historien Jean-Jacques Ampère. Ce dernier va ainsi à l'encontre de la vision alors dominante du Moyen Âge (notamment avant l'an mil) comme période culturellement rétrograde, reprise par exemple par l'historien Jules Michelet. Mais ce n'est qu'au XXe siècle, à partir des années 1920, que le concept évoqué par Ampère trouve le succès qu'on lui connaît. L'historienne Erna Patzelt, professeur d'histoire à l'université de Vienne, en est notamment l'artisan, et en amplifie l'usage en 1924 par le titre d'un de ses ouvrages Die karolingische Renaissance. Les années 1920 voient d'ailleurs théorisées les autres périodes dites de renaissance au Moyen Âge, la renaissance ottonienne et la renaissance du XIIe siècle.
Pour un article plus général, voir Renaissances médiévales.
Le terme de « renaissance carolingienne » implique que le renouveau culturel de l'Empire carolingien serait un phénomène comparable à la Renaissance du XVIe siècle sur plusieurs aspects (renouveau des études, redécouverte du patrimoine intellectuel antique, réalisations artistiques). La comparaison ne peut cependant que rester limitée. Le terme de renaissance n'ayant pas d'équivalent latin, les contemporains utilisent celui de renovatio.
Le concept de « renaissance carolingienne » a néanmoins connu un grand succès dans l'après-guerre, comme chez les historiens anglo-saxons. Des critiques ont cependant été régulièrement opposées à cette expression, notamment par l'historien français Jacques Le Goff. Plus récemment, l'historien français spécialiste du haut Moyen Âge Pierre Riché a préféré évoquer trois renaissances carolingiennes successives, distinguant ainsi le règne de Charlemagne (« première renaissance carolingienne ») et ceux de ses successeurs (« deuxième renaissance carolingienne »), et leur rattachant l'époque ottonienne (« troisième renaissance carolingienne »), conçue comme poursuite d'un même phénomène et non comme un renouveau indépendant.

## Préalables

### Moines missionnaires
Comme l'a souligné Pierre Riché, l'expression de « renaissance carolingienne » ne doit pas amener à considérer l'Occident, avant la période carolingienne, comme une zone livrée « aux forces de la barbarie et de l'obscurantisme ». Les siècles suivant la fin de l'Empire romain d'Occident ne voient pas disparaître brutalement les écoles antiques, dont sont issus Martianus Capella, Cassiodore ou Boèce, jalons essentiels de l'héritage culturel romain au Moyen Âge, grâce auxquels demeurent pratiquées les disciplines réunies sous le nom d'arts libéraux.
Par ailleurs, les royaumes barbares vivent en fait une longue transition, se répandant à l'échelle européenne entre le VIe siècle et le VIIIe siècle.
On assiste en fait à plusieurs mouvements de renouveau distincts :
- sur la péninsule italienne, l'influence orientale se fait sentir au sud de Rome ainsi qu'en Sicile après la reconquête de l'empereur byzantin Justinien au VIe siècle, tandis qu'au nord les Lombards s'ouvrent aux influences monastiques jusqu'au sein de la cour de Pavie[12] ;
- au VIIe siècle, l'Espagne wisigothique est le théâtre de la « renaissance isidorienne » qui voit les écoles épiscopales de Séville et de Tolède mêler culture chrétienne et païenne[13] ;
- dans le même temps le christianisme ascétique des Irlandais privilégie la culture religieuse, essentiellement biblique[14]. Au VIIe siècle, la pratique irlandaise est l'origine d'une grande partie de l'activité monastique occidentale. Ainsi en Angleterre, la « renaissance northumbrienne » ou plus largement anglo-saxonne de Bède (et plus tard Aldhelm) lui doit beaucoup, même si elle mêle également l'influence d'un Théodore de Tarse ou d'un Hadrien de Cantorbéry, originaire d'Afrique ;
- en Gaule mérovingienne aussi l'influence irlandaise se fait sentir au VIIe siècle, en particulier grâce à saint Colomban, fondateur avec ses compagnons d'un réseau d'abbayes au VIe siècle, comme Luxeuil mais aussi Bobbio en Italie du Nord ;
- au VIIe siècle toujours, l'évangélisation initiée en Germanie par les missionnaires irlandais puis anglais, dont Killien, sera prolongée au VIIIe siècle par Willibrord, Pirmin et Boniface.

En Gaule comme en Germanie cet élan monastique prépare l'essor des écoles chrétiennes : l'activité des scriptoria des monastères prépare le renouveau culturel carolingien. L'abbaye de Corbie élabore une écriture qui préfigure la minuscule caroline, Luxeuil réalise vers 700 son fameux Lectionnaire peint, tandis que Laon, Fleury et Saint-Martin de Tours produisent également des manuscrits peints au sujet desquels on a parlé d'une véritable « école mérovingienne ». Louis le Pieux et Benoît d'Aniane impulsent au début du IXe siècle la première réforme du monachisme qui, à la suite du concile d'Aix de 817 tend à imposer aux communautés monastiques dans lesquelles règne un dérèglement certain, le modèle d'une vie régulière unique inspirée de la règle bénédictine la plus sévère.

### L'Empire carolingien

#### Des Pippinides aux Carolingiens
L'ascension des Pippinides à la tête de l'Occident chrétien précède de plus d'un siècle le règne de Charlemagne. Pépin de Herstal devient maire du palais de Neustrie en 688, puis d'Austrasie vers 688/690, et prend le titre de prince des Francs. Pour conserver ces conquêtes et éviter la dissolution de ce royaume, ses successeurs maintiennent cette politique expansive. Son fils bâtard Charles Martel réduit ainsi les révoltés neustriens, puis assujettit les Frisons, les Alamans, les Burgondes et les Provençaux. Pour entretenir son imposante clientèle, il n'hésite pas à saisir et redistribuer les biens du clergé séculier, ce qui accroît encore sa puissance. Il arrête l'expansion musulmane à Poitiers en 732, son fait d'armes le plus connu. Mais, comme son père, il n'est que le maire du palais mérovingien, autrement dit l'intendant principal du roi, une position malgré tout précaire et sans légitimité héréditaire. C'est sous son fils et successeur que la situation évolue.

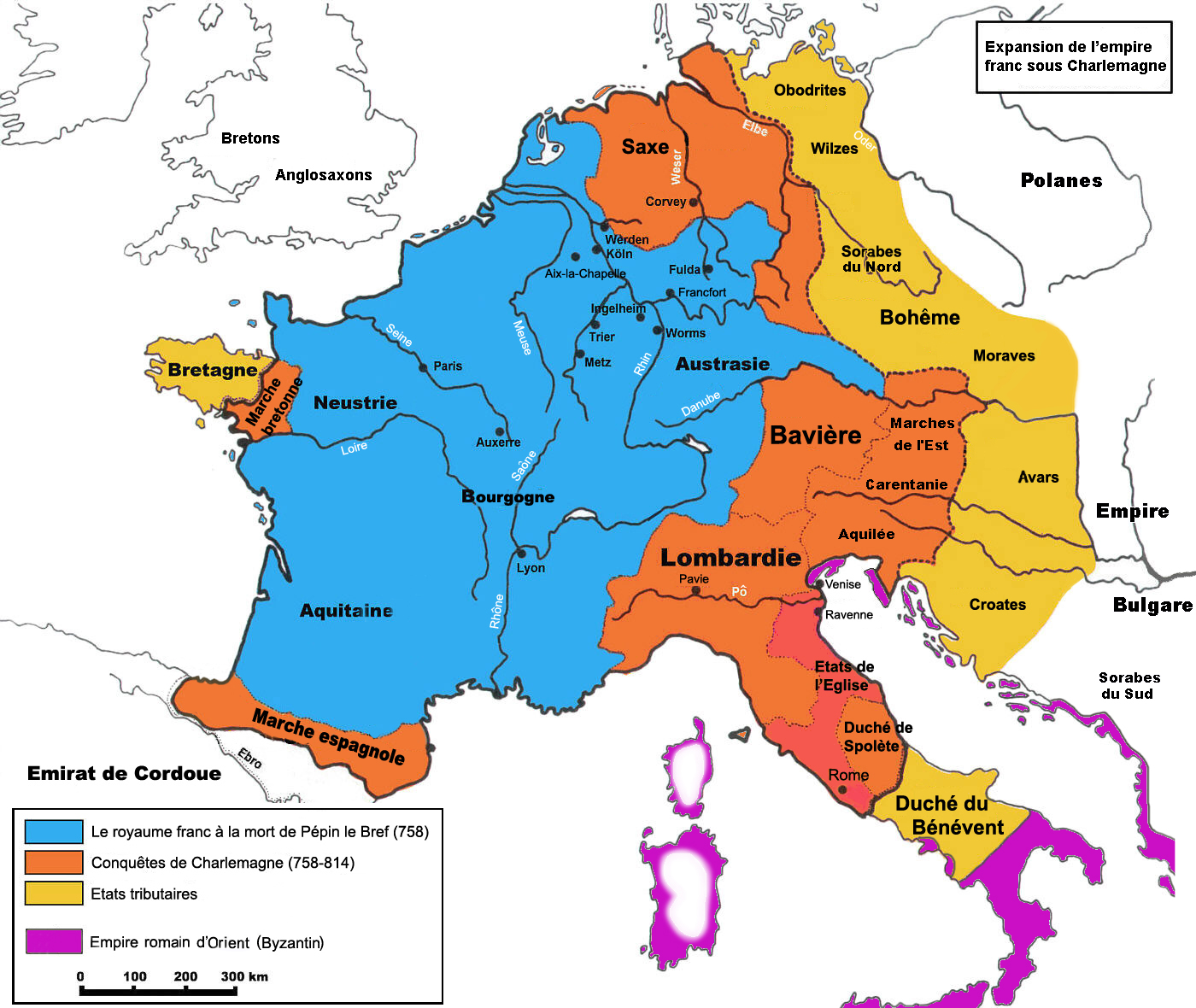
L'Empire carolingien : le royaume de Pépin III (en bleu) et les conquêtes de Charlemagne (en orange).

Pépin le Bref décide de restituer les terres confisquées par son père aux églises, en précaire (precaria verbo regis), et procède à un assainissement de l'Église franque sous le contrôle de l'évêque Boniface de Mayence, ce qui lui assure le soutien papal. En 750, Pépin le Bref envoie une délégation franque auprès du pape Zacharie, pour lui demander l'autorisation de mettre fin au règne décadent des Mérovingiens, et de prendre la couronne à la place de Childéric III : celui-ci est déposé en novembre 751. Pépin le Bref est élu à sa place à Soissons et transforme ainsi la famille carolingienne en dynastie.
Charlemagne succède à son père Pépin le Bref comme roi des Francs en 768. Il devient également par conquête roi des Lombards en 774. L'idée de la restauration de l'Empire romain (renovatio imperii) est elle-même, d'une certaine manière, une réalisation de la renaissance culturelle, puisqu'elle est théorisée et soutenue par les lettrés de l'entourage royal. L'idée est activement soutenue par Rome qui y voit le moyen d'assurer définitivement sa sécurité. C'est à Noël 800 que le pape Léon III, secouru et sauvé quelques mois plus tôt par Charles, le couronne finalement empereur. Plus qu'un titre, le couronnement symbolise l'aboutissement d'une forme d'unité et de stabilité à l'échelle européenne, permettant ainsi l'essor de la renaissance culturelle.

#### La cour de Pépin le Bref
Malgré les critiques de la part des milieux ecclésiastiques, en raison de la sécularisation des biens de l'Église, Charles Martel ouvre la cour aux influences culturelles du milieu ecclésiastique et monastique en particulier. Le rôle particulier de l'abbaye de Saint-Denis auprès du pouvoir monarchique, trouve notamment là son origine ; Charles confiant aux moines de l'abbaye ses fils Pépin et sans doute Carloman, et s'y faisant enterrer. C'est aussi à Saint-Denis que Pépin se fait sacrer par le pape Étienne II en juillet 754. Des conciles, qui n'étaient plus réunis depuis longtemps, sont à nouveau organisés : le concile germanique en 743, le concile de Soissons en mars 744.
Des moines sont aussi présents à la cour, au moins épisodiquement. L'évêque Chrodegang de Metz tient une place importante dans l'entourage de Pépin. Chrodegang est notamment l'artisan, avec le développement du chant messin (cantilena metensis), de la généralisation du chant liturgique romain. Plus encore, il préfigure les progrès scolaires de la renaissance carolingienne par sa réforme de l'enseignement dans l'évêché de Metz, et la règle qu'il y impose. La cour de Pépin est donc caractérisée par la volonté de réforme et par l'ouverture aux lettrés. En 769, lorsqu'il en ressent le besoin, c'est au roi que le pape Étienne III demande de lui envoyer « des évêques instruits et versés dans les divines Écritures et les institutions des saints canons ». La cour est donc déjà réputée pour sa vie intellectuelle de haut niveau.

### Les moyens matériels du renouveau
Outre l'épanouissement de structures scolaires à l'échelle de l'Occident, outre la volonté politique exprimée par la dynastie carolingienne, la renaissance carolingienne est également rendue possible par des évolutions importantes sur le plan matériel. Deux types de structures sont ainsi amenées à jouer un rôle essentiel : les ateliers de copistes et les bibliothèques.
Les ateliers de copistes, ou scriptoria, sont mis en place (au même titre que les écoles) par de nombreux monastères et de nombreuses maisons épiscopales, des lieux où l'on trouve en général un atelier réunissant des équipes de plusieurs scribes. Cela suppose des équipements adaptés. Les feuilles de parchemin, bien sûr, préparées à partir de peaux de veau ou de mouton, d'abord trempées dans de la chaux puis raclées sur les deux faces, découpées et enfin parfois teintées de pourpre pour les manuscrits luxueux. De nombreux manuscrits sont effectués à partir de feuilles grattées et réécrites, récupérées de manuscrits incomplets ou usés. Les feuilles sont réunies par quatre, pliées en quatre, coupées, réglées à la pointe. Puis commence le travail du scribe nécessitant un équipement adapté : cornets à encre, plumes, grattoirs. On peut remarquer des essais de plume sur les marges de manuscrits (lettres, versets de psaumes, motifs), ou des réflexions personnelles (les discussions étant souvent bannies) : « Comme ce parchemin est velu – il fait froid aujourd'hui – la lampe éclaire mal – je ne me sens pas bien aujourd'hui – il est temps de commencer à travailler – c'est maintenant l'heure du déjeuner, etc. ». Il faut deux ou trois mois pour copier un manuscrit de dimension moyenne, sans compter les relectures et corrections toujours indispensables. Un travail difficile dont un poète rend compte : « Le travail de l'écrivain semble trop futile à celui qui l'ignore, mais qui le connaît sait combien il est dur et pesant ». Le travail du scribe est donc exigeant et nécessite de la discipline, comme l'expriment les vers inscrits par Alcuin à la porte du scriptorium de Saint-Martin de Tours :

« Qu'en ce lieu s'asseyent ceux qui reproduisent les oracles de la loi sacrée, qu'ils se gardent de toute parole frivole, de crainte que leurs mains, elles aussi, n'errent parmi les frivolités ; qu'ils s'efforcent de rendre corrects les livres qu'ils exécutent, et que leur plume suive le droit chemin. »

Les manuscrits les plus luxueux passent ensuite entre les mains du peintre, qui effectue les décors des espaces mis en réserve : initiales et cadres, ou certaines pages entières. Chaque école a son style (Tours, Reims, Metz), mais certains peintres sont à eux seuls très recherchés pour leur talent personnel et passent d'un atelier à l'autre. Enfin, le manuscrit est assemblé et parfois protégé par une reliure, notamment pour les ouvrages destinés à être offerts, dont les plats sont décorés d'orfèvrerie ou d'ivoire (Sacramentaire de Drogon, Psautier de Charles le Chauve, Évangéliaire pourpre).
L'organisation de bibliothèques, leur enrichissement, la protection de leurs collections est également une condition du renouveau, indissociable de la confection des manuscrits et de leur commerce. Des catalogues sont donc effectués et mis à jour, comme à l'abbaye de Saint-Gall où l'on dénombre jusqu'à 428 manuscrits, et à Murbach où on en compte 335. Les échanges et prêts d'une bibliothèque à un scriptorium voisin se pratiquent également couramment (sans parler du commerce fructueux parfois initié).

## Charlemagne, les écoles et la culture de cour

### Un empereur sensible à la culture lettrée
Dans sa biographie de Charlemagne, Éginhard présente un prince passionné par les études et les arts libéraux :

« Doué d'une éloquence abondante et inépuisable, il exprimait avec clarté tout ce qu'il voulait dire. Peu content de savoir sa langue maternelle, il s'appliqua aussi à l'étude des autres idiomes, et particulièrement du latin qu'il apprit assez bien pour le parler comme sa propre langue : quant au grec, il le comprenait mieux qu'il ne le prononçait. En somme il possédait si bien l'art de la parole qu'il paraissait même capable de le professer. Passionné pour les arts libéraux, il eut toujours en grande vénération et combla de toutes sortes d'honneurs ceux qui les enseignaient. Le diacre Pierre de Pise, qui était alors dans sa vieillesse, lui donna des leçons de grammaire. Il eut pour maître dans les autres sciences un autre diacre, Albin, surnommé Alcuin, né en Bretagne et d'origine saxonne, l'homme le plus savant de son époque. Le roi consacrait beaucoup de temps et de travail à étudier avec lui la rhétorique, la dialectique et surtout l'astronomie. Il apprit le calcul, et mit tous ses soins à étudier le cours des astres avec autant d'attention que de sagacité. Il essaya aussi d'écrire, et il avait toujours sous le chevet de son lit des feuilles et des tablettes pour accoutumer sa main à tracer des caractères lorsqu'il en avait le temps. Mais il réussit peu dans ce travail, qui n'était plus de son âge et qu'il avait commencé trop tard. »

Cette curiosité louée par Éginhard dans un style hagiographique correspond à l'image d'un Charles curieux à l'égard des disciplines intellectuelles. C'est l'œuvre de Charlemagne dans ce domaine que désigne le terme de renaissance carolingienne, à la fois par son encouragement des activités scolaires et par l'épanouissement d'une culture de cour au palais d'Aix-la-Chapelle.
Charles s'attache aussi à développer sa langue maternelle: il fait écrire une grammaire du francique, et donne des noms germaniques aux douze mois et aux douze principaux vents.

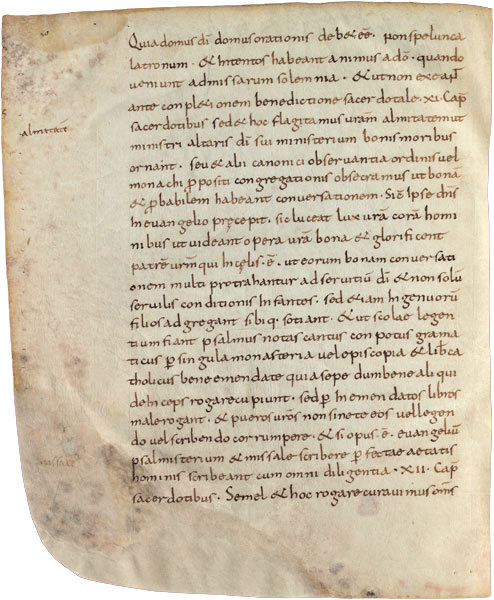
Folio 50 de lAdmonitio generalis de 789

### La législation scolaire
La restauration scolaire de Charlemagne est une politique qui caractérise l'ensemble de son règne et est motivée par des choix profonds. Ceux-ci sont notamment liés à l'héritage familial de Charles, en particulier à la réforme de l'évêque de Metz Chrodegang sous son père, et à la réforme des écoles menée par son cousin Tassillon III en Bavière à partir de 772. Comme eux, Charles a conscience du manque d'instruction d'une grande partie du clergé, et du besoin de formation pour ses nouvelles élites administratives (les missi). De plus, quoique moins instruit que son père, Charles est entouré de lettrés : le grammairien Pierre de Pise et Fardulf depuis la campagne d'Italie de 774, puis Paul Diacre (moine du Mont-Cassin et ancien maître de la cour de Pavie), Paulin (grammairien et futur évêque métropolitain d'Aquilée), et enfin l'Anglo-Saxon Alcuin. Ce dernier, élève d'Egbert puis écolâtre d'York rencontré à Parme en 781, est certainement l'inspirateur le plus remarquable de la politique scolaire de Charlemagne, destinée à renouer avec la tradition culturelle des empereurs romains.
Ces choix se ressentent en particulier dans l'Admonitio generalis de 789, dont le chapitre 72 est consacré aux écoles.

« (…) Que les prêtres attirent vers eux non seulement les enfants de condition servile, mais aussi les fils d'hommes libres. Nous voulons que des écoles soient créées pour apprendre à lire aux enfants. Dans tous les monastères et les évêchés, enseignez les Psaumes, les notes, le chant, le comput, la grammaire, et corrigez soigneusement les livres religieux, car, souvent, alors que certains désirent bien prier Dieu, ils y arrivent mal à cause de l'imperfection et des fautes des livres. Ne permettez pas que vos élèves les détournent de leur sens, soit en les lisant, soit en les écrivant. Mais, s'il est besoin de copier les Évangiles, le psautier et le missel, que ce soient des hommes déjà mûrs qui les écrivent avec grand soin. »

Charles souhaite donc qu'une école soit ouverte dans chaque évêché ou monastère pour apprendre aux enfants à lire, compter, chanter, mais aussi connaître la grammaire latine et les notes (une forme de sténographie pour les apprentis fonctionnaires). Le texte exige également que la rédaction des livres soit l'objet d'une attention particulière et bénéficie des soins de scribes compétents : à cette précision doit être rattachée la propagation de la nouvelle écriture, dérivée de l'écriture semi-onciale, et dite « minuscule caroline » en l'honneur de l'empereur.
La question scolaire n'est cependant pas réglée avec ce programme, en raison des difficultés à l'appliquer. Vers 794 Charles envoie aux abbés et évêques du royaume une lettre circulaire rappelant l'obligation d'instruire les moines et clercs en mesure d'apprendre afin de leur inculquer un latin correct. Puis, en 803, une enquête rappelle que les parents doivent envoyer leurs enfants à l'école. En 813, les cinq grands conciles réunis à Reims, Chalon, Arles, Tours et Mayence rappellent la nécessité de créer des écoles, en particulier à la campagne. À Mayence, le souhait est également exprimé que les enfants revenus chez eux participent à l'instruction de leurs proches. Cette préoccupation pour l'instruction des clercs et moines, et l'édification minimale des laïcs, est exprimée avec constance tout au long du règne de Charlemagne, dans de nombreux capitulaires, des directives aux missi, et lors des conciles. Les acteurs de l'Église participent parfois avec enthousiasme à cet effort : ainsi Théodulf, évêque d'Orléans, prévoit d'ouvrir des écoles rurales dans chaque village et chaque bourg (per villas et vicos), tandis que l'archevêque de Lyon, Leidrade, décrit fièrement à Charlemagne son école de chantres et de lecteurs créée vers 800, et le remercie de lui avoir envoyé un clerc de Metz pour introduire la liturgie dite grégorienne.

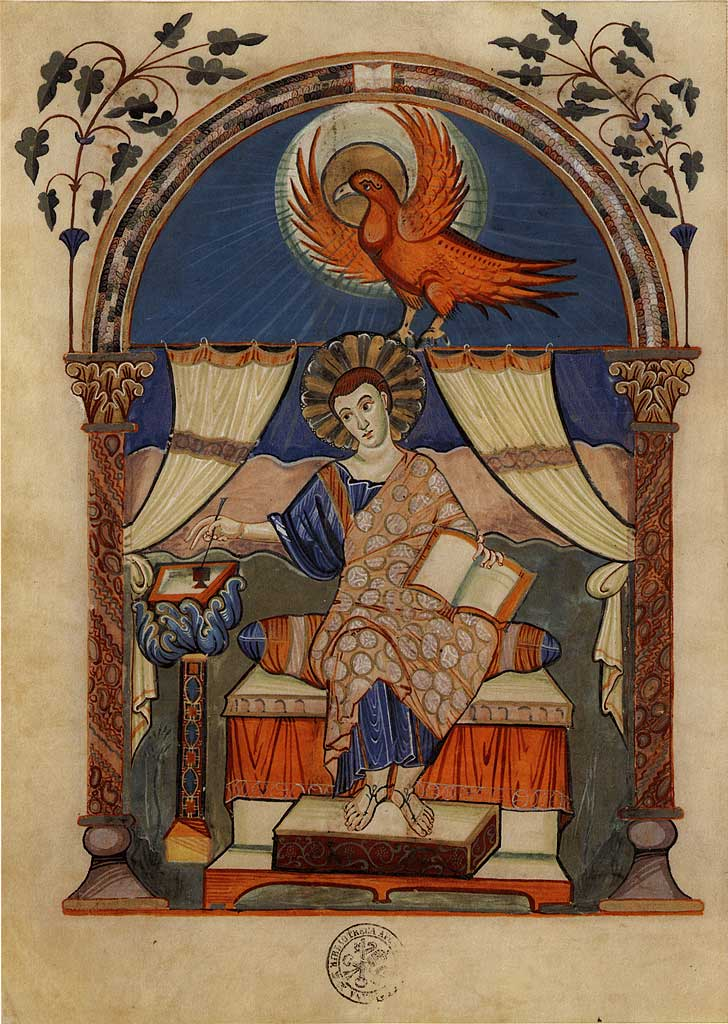
Évangiles d'Aix-la-Chapelle, folio 13r : saint Jean (école du palais d'Aix, vers 810)

Cependant, la carte des principaux foyers d'étude doit beaucoup aux centres déjà existants au milieu du VIIIe siècle. On retient notamment Corbie, Saint-Riquier, Saint-Denis, Saint-Wandrille, les écoles mentionnées par Théodulf à Orléans et aux alentours, et surtout Saint-Martin de Tours, où Alcuin enseigne à partir de 796. Plus au sud on note Flavigny, Lyon autour de Leidrade, le Mont-Cassin que Paul Diacre regagne en 786, et Saint-Vincent du Volturne où enseigne Ambroise Autpert. La Germanie est moins riche en centres d'études, alors que des scriptoria y sont actifs.

### L'activité culturelle à la cour carolingienne
L'existence d'une école au palais carolingien (ou « école palatine ») a été longtemps supposée d'après une anecdote rapportée par Notker de Saint-Gall. Ce dernier montre dans une scène de ses Gesta Karoli Magni le roi passant en revue les élèves du maître irlandais Clément, et leur exprimant félicitations et remontrances :

« Et quand le très victorieux Charles revint en Gaule après une longue absence, il ordonna aux jeunes gens qu'il avait confiés à Clément de paraître devant lui, et de lui présenter leurs textes et leurs chants. Or les textes des garçons d'origine pauvre ou modeste étaient relevés des douceurs de la sagesse, au-delà de toute attente ; tandis que ceux des plus nobles ne révélaient que de banales sottises. Alors le très sage Charles, imitant le verdict du Juge éternel, réunit les plus travailleurs à sa droite et leur tint ce discours : "Soyez félicités, mes enfants, car vous vous êtes efforcés de suivre au mieux mes prescriptions et votre intérêt. Travaillez donc désormais pour atteindre la perfection, et je vous donnerai des évêchés et de magnifiques monastères, et vous serez toujours honorables à mes yeux." Puis il se tourna vers ceux de gauche avec un air de réprimande et, ébranlant leurs consciences de son regard enflammé, leur lança ces terribles sarcasmes, tempêtant plutôt que parlant : "Vous, nobles, vous, fils de l'élite, vous, délicats et beaux, vous vous reposez sur votre naissance et vos biens, sacrifiant à mes ordres et à votre propre gloire, négligeant l'étude des lettres, cédant à l'attrait du luxe et de l'oisiveté ou aux occupations frivoles." Et il les foudroya encore, levant au ciel son auguste tête et sa dextre invincible comme pour prêter serment : "Par le Seigneur des cieux ! Je n'ai que faire de votre naissance et de votre beauté, d'autres que moi peuvent vous admirer ; et tenez pour sûr qu'à moins que vous ne rattrapiez votre négligence au plus vite par une étude attentive, vous ne gagnerez jamais rien d'agréable auprès de Charles." »

Cette anecdote de Notker est cependant largement fictive dans la mesure où elle met en scène, sur le modèle du récit évangélique du jugement dernier (Math. 25), et dans le cadre des écoles destinées à la formation élémentaire des enfants nobles, un aspect mythique de la politique culturelle de Charlemagne. L'idée de l'existence d'une 'École' de niveau supérieur est à rapprocher de la formulation, à la fin du IXe siècle, du thème de la translatio studii. Car si Charles exigeait probablement un travail sérieux aux clercs de la cour, la schola du palais était bien plus un groupe de scribes, de notaires, de chantres et de copistes, dont certains en phase d'apprentissage, qu'une école structurée, avec cours et examens. Certes, Charles souhaite que les maîtres invités fassent bénéficier ses fils et filles légitimes ou bâtards, et de jeunes clercs, de leurs connaissances. Ainsi Alcuin est-il l'auteur de plusieurs traités de grammaire et de rhétorique, écrits pour plus de pédagogie sous forme de dialogues.

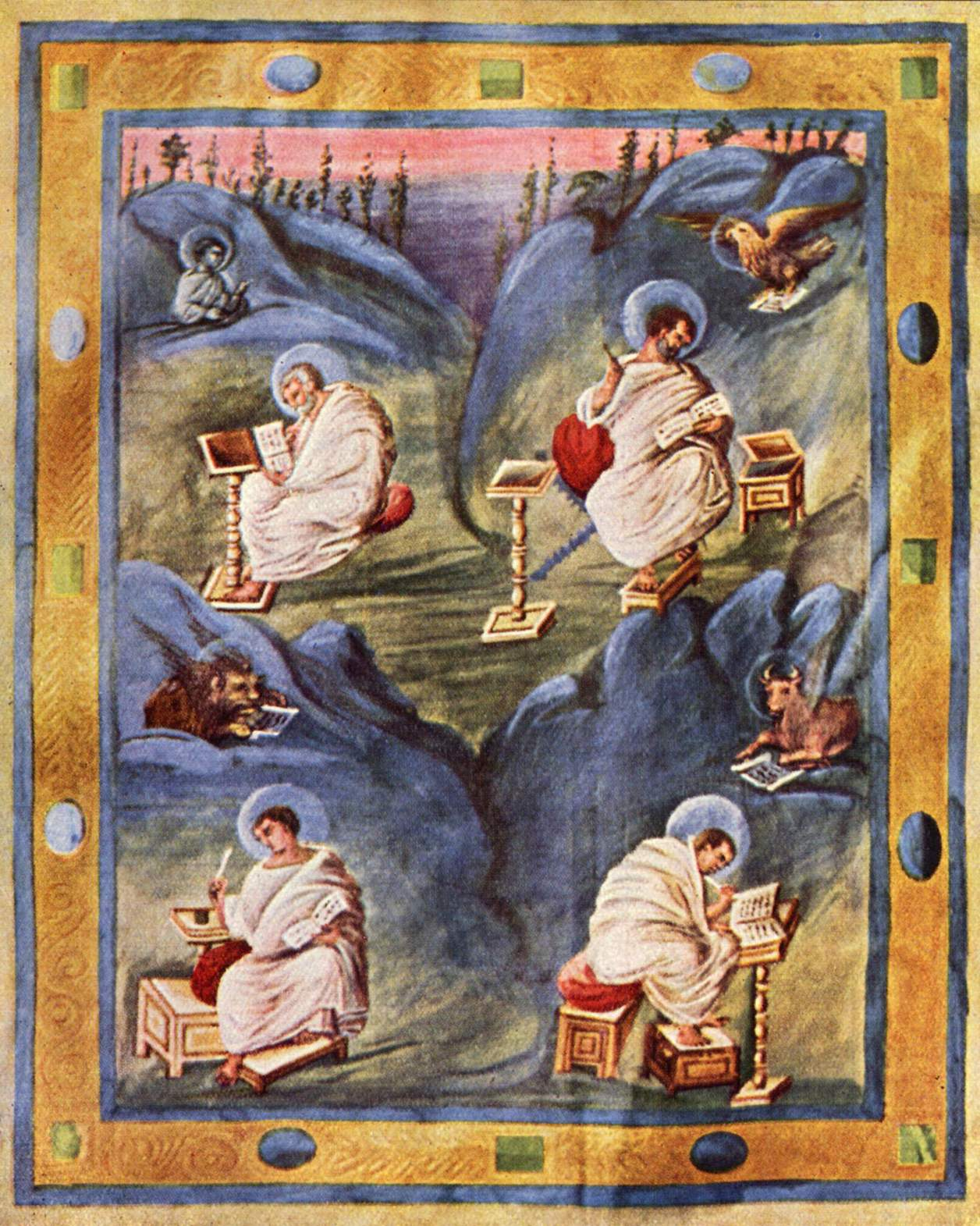
Évangiles d'Aix-la-Chapelle, folio 67v : les quatre évangélistes (école du palais d'Aix, vers 820)

Alcuin emploie quant à lui l'expression d'« Académie palatine » pour désigner les personnalités lettrées du palais. Ce petit groupe mêle activités intellectuelles et loisirs de cour. On s'y octroie des surnoms d'inspiration antique, comme Énée pour Charlemagne, Flaccus pour Alcuin, Homère pour Angilbert, Naso pour Modoin ; ou bien biblique, avec cette fois David pour Charlemagne, Aaron pour Hildebold, Béséléel pour Éginhard ou encore Nathanaël pour Fridugise. Décrivant la cour, Théodulf d'Orléans parle du chambrier Meginfrid sous le nom du berger Thyrsis,. Les lectures ou débats sur les thèmes religieux, scientifiques ou philosophiques ont souvent lieu à table ou même dans la piscine du palais. Les questions sont parfois fort sérieuses : Fridugise, disciple anglo-saxon d'Alcuin, doit ainsi défendre l'existence réelle du néant et des ténèbres face au nominaliste Agobard. D'autres occupations peuvent sembler plus futiles, comme les jeux de devinettes entre le jeune Pépin et Alcuin, rapportées par ce dernier — quoiqu'elles laissent transparaître un souci pour le problème philosophique et logique de la définition des termes :

« — Pépin. Qu'est-ce que l'écriture ?
— Alcuin. La gardienne de l'histoire.
— P. Qu'est-ce que la parole ?
— A. L'interprète de l'âme.
— P. Qu'est-ce qui crée la parole ?
— A. La langue.
— P. Qu'est-ce que la langue ?
— A. Le fouet de l'air.
— P. Qu'est-ce que l'air ?
— A. Le gardien de la vie.
— P. Qu'est-ce que la vie ?
— A. La joie pour les heureux, la douleur pour les malheureux, l'attente de la mort.
— P. Qu'est-ce que la mort ?
— A. Un événement inévitable, un voyage incertain, des larmes pour les vivants, l'objet des testaments, le ravisseur des hommes.
— (etc.) »

Les acteurs de la renaissance carolingienne réunis à la cour d'Aix affluent de tout l'Occident. Les maîtres italiens, Pierre de Pise et Paul Diacre, sont les premiers. Deux provenances principales se détachent ensuite : l'Espagne et les îles Britanniques.
Les « espagnols » sont principalement des réfugiés de l'Espagne conquise par les musulmans depuis 711. Outre l'activité mozarabe, située hors de l'aire d'influence carolingienne, les régions du nord de l'Espagne et les Marches sont très actives. Dans les Asturies chrétiennes (qui deviennent à partir du IXe siècle l'objet d'un grand mouvement de pèlerins après la découverte des reliques de saint Jacques à Compostelle, en Galice) et la Marche d'Espagne contrôlée par Charles, affluent les lettrés chrétiens, comme à Urgell sous l'évêque Félix, animateur de l'hérésie adoptianiste. Théodulf d'Orléans est le plus célèbre de ces réfugiés, mais on peut citer aussi Claude de Turin et Agobard.
Quant aux Anglo-Saxons et Irlandais, ils sont nombreux à imiter Willibrord et Boniface en rejoignant le continent, cette fois pour séjourner à la cour : Alcuin bien sûr, mais aussi Lull (abbé de Fulda) et, pour les Irlandais, Clément, Dungal, ainsi qu'un certain Joseph dont on ne connaît que le nom. Cette influence se retrouve également dans la production de manuscrits et dans la peinture, notamment au sein d'ateliers comme celui d'Alcuin à Tours, et celui de Saint-Gall.
Le travail des scriptoria carolingiens est d'ailleurs à souligner sur tout le continent : les milliers de manuscrits conservés aujourd'hui (près de huit mille) en sont les témoins et ne représentent qu'une partie de la production de l'époque, caractérisée par l'emploi de la minuscule caroline. Si Charlemagne ne savait pas écrire, il savait du moins lire et possédait selon Éginhard un grand nombre de livres. L'inventaire de la bibliothèque d'Aix, redécouvert au XXe siècle, en indique le contenu (ouvrages réalisés dans des scriptoria de tout l'Occident) : auteurs antiques (Lucain, Stace, Juvénal, Tibulle) côtoient références médiévales (Bède, Isidore) et commandes de Charles, comme l'homéliaire de Paul Diacre ou la Bible révisée par Alcuin, et qui fera autorité pendant tout le Moyen Âge. Il faut y ajouter les réalisations de l'atelier de la chapelle d'Aix, chefs-d'œuvre de l'art carolingien.

## Un renouveau durable

### L'œuvre scolaire des successeurs de Charlemagne
La mort de Charles ne signifie en rien la fin de sa politique, reprise par Louis le Pieux. La renaissance carolingienne peut donc se poursuivre. La législation scolaire demeure en particulier une préoccupation prioritaire du pouvoir. En 817, le concile d'Aix réuni par Louis et Benoît d'Aniane décide de réserver les écoles monastiques aux oblats se préparant à devenir moines, l'ouverture d'écoles externes destinées aux laïcs étant possible en complément. Le plan de Saint-Gall montre ainsi une école sur le flanc de l'église, bien distincte du quartier des novices et des oblats derrière l'abside. Cette décision a finalement un effet malheureux : la plupart des monastères n'ayant pas les moyens de créer une double école, la décision est rarement appliquée et l'éducation des laïcs en pâtira.

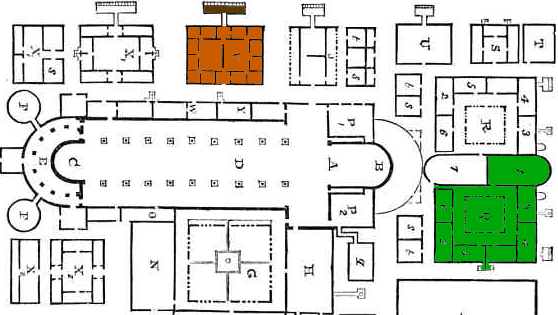
Plan de Saint-Gall (détail) : on distingue bien la séparation entre l'école extérieure (en orange) et le quartier des oblats et novices (en vert). L'école comprend douze pièces et deux salles de récréation. Le couloir de l'autre côté de l'école conduit aux latrines (en marron).

Cet échec est mis en évidence au concile d'Attigny, en 822, lorsque les évêques expriment leur regret de n'avoir pu organiser les écoles comme ils le devaient, et prévoient de créer de nouveaux centres scolaires. Louis réitère sa volonté aux évêques en 825 :

« Ne négligez pas de mettre en place de bonnes écoles pour l'instruction et l'élévation des fils et des ministres de l'Église, ainsi que nous l'avons promis et que vous l'avez demandé précédemment à Attigny, dans des lieux adéquats, partout où cela n'a pas été fait, et cela pour votre avantage et profit. »

En réponse, les évêques réunis au concile de Paris en 829 conseillent à l'empereur d'imiter son père, et de créer des écoles publiques (scole publice), c'est-à-dire contrôlées par lui (et non pas ouvertes à tous), et ce dans trois lieux différents. Cette recommandation est d'ailleurs à rapprocher des réformes effectuées par Lothaire en Italie du nord dès 825. À l'assemblée de Corte d'Ollona, près de Pavie, le roi des Lombards et fils de l'empereur décide en effet la création de neuf foyers scolaires pour accueillir les clercs :

« Quant à l'enseignement, qui à cause de la trop grande incurie et l'ignorance de certains préposés aux églises, est profondément ruiné en tous lieux, il nous a plu que tous observent ce qui a été institué par nous, que les personnes qui ont été établies par nous dans des lieux désignés pour enseigner aux autres manifestent le plus grand zèle, de sorte que les élèves qui leur sont confiés fassent des progrès et s'attachent à l'enseignement, comme l'exige la nécessité présente. Pour la commodité de tous cependant, nous avons prévu de manière distincte des lieux appropriés à cet entraînement afin que nul n'ait l'excuse de l'éloignement ou de la pauvreté. Nous voulons donc qu'à Pavie se rassemblent auprès de Dungal les étudiants de Milan, de Brescia, de Lodi, de Bergame, de Novare, de Verceil, de Tortone, d'Acqui, de Gênes, d'Asti, de Côme. À Ivrée, c'est l'évêque lui-même qui enseignera. À Turin se réuniront les étudiants de Vintimille, d'Albenga, de Vado, d'Alba. À Crémone étudieront ceux de Reggio, de Plaisance, de Parme, de Modène. Vers Florence se tourneront les Toscans. À Fermo viendront les étudiants des cités du duché de Spolète. À Vérone, ceux de Mantoue et de Trente. À Vicence, ceux de Padoue, de Trévise, de Feltre, de Ceneda, d'Asolo. Les autres cités enverront leurs élèves à l'école de Cividale de Frioul. »

Cette mesure inspire également le pape Eugène II, qui ordonne au concile de Rome de 826 d'établir des écoles dans tous les évêchés et autres lieux qui pourraient le nécessiter dans les régions sous le contrôle de la papauté, afin d'y enseigner les arts littéraires et libéraux et les dogmes sacrés.
Ces efforts conjugués sont peut-être la raison pour laquelle le développement culturel de l'Occident chrétien est peu affecté par le partage de Verdun de 843 et les invasions vikings : la partition de l'Empire n'a en effet que peu de conséquences, au plus un simple ralentissement du développement des écoles. Les textes sur la législation scolaire se font en effet plus rares. Léon IV reprend en 853 les décisions d'Eugène II, en insistant sur l'enseignement religieux et en demandant un rapport des maîtres ; puis en 859 au concile de Savonnières, les évêques demandent à Lothaire II et à Charles le Chauve de créer de nouvelles écoles publiques afin que les progrès effectués grâce aux Carolingiens se poursuivent.

### L'activité des cours
Comme son père, Louis le Pieux s'efforce que la cour d'Aix rayonne sur le plan culturel. Les lettrés y sont toujours nombreux : l'Irlandais Dicuil, qui compose un traité de géographie, Éginhard, qui rédige sur le modèle de Suétone sa Vita Karoli Magni vers 830, Walafrid Strabon, et l'abbé de Fulda, Raban Maur, auteur prolifique de traités sur les arts libéraux et diverses questions théologiques. Louis bénéficie par ailleurs des cadeaux de l'empereur byzantin Michel le Bègue, qui lui envoie les œuvres du Pseudo-Denys (qu’Hilduin, abbé de Saint-Denis, est alors chargé de traduire) et un orgue hydraulique.

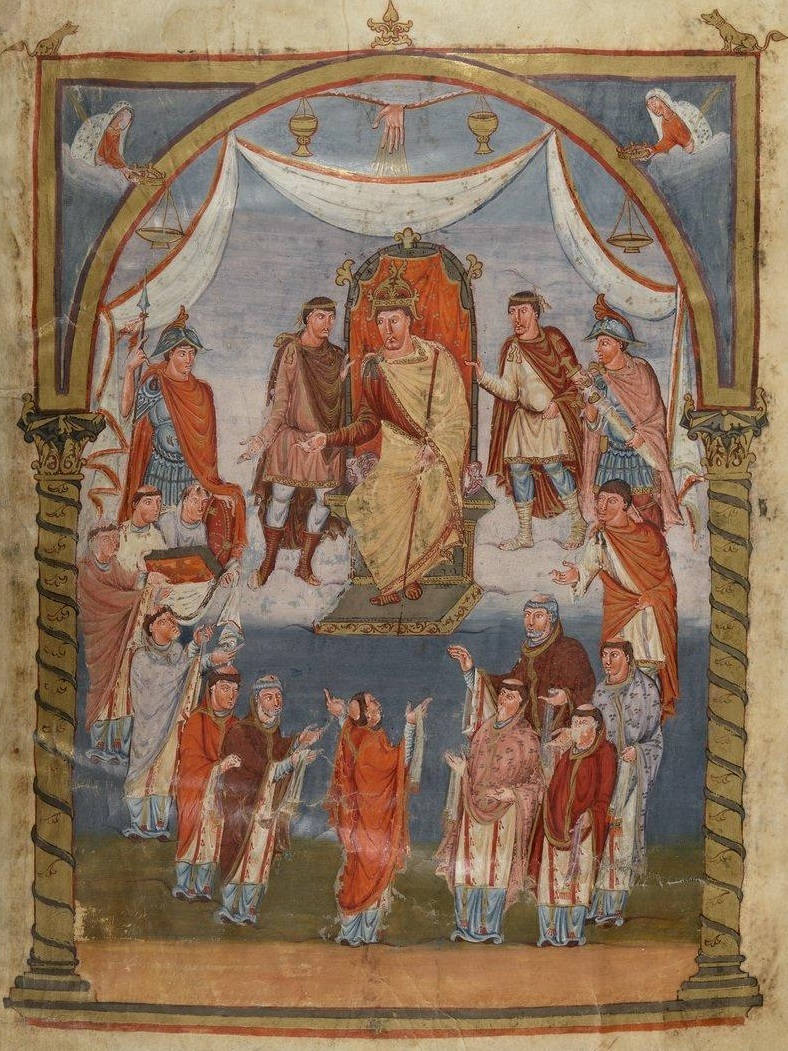
Le roi Charles le Chauve se fait présenter le livre par les moines de Saint-Martin de Tours. Bible de Vivien, Tours, 845, folio 423.

Après 843, plusieurs cours maintiennent une activité culturelle et rivalisent pour attirer des lettrés. Lothaire Ier compte ainsi parmi ses proches Raban Maur, Angelome de Luxeuil, et Sedulius Scotus qui reste après 855 au service de Lothaire II, pour lequel il compose un « miroir », le Liber de rectoribus christianis. L'évêque de Metz et fils de Charlemagne, Drogon, anime une cour épiscopale avec Murethach, et reçoit des traités de Raban Maur, dont son De Universo. Charles le Gros est quant à lui proche de Saint-Gall et commande la biographie de Charlemagne rédigée par Notker.
Mais c'est sans conteste Charles le Chauve qui est en la matière le plus digne héritier de Charlemagne, s'intéressant à de nombreux sujets. Il se fait adresser des ouvrages d'histoire par Fréculf de Lisieux et par Loup de Ferrières, et fait composer par Nithard une histoire de son temps. Il commande aussi son martyrologe à Usuard, et se fait adresser des Vies de saints : Vie de saint Amand par Milon de Saint-Amand, Vie de saint Germain d'Auxerre par Héric d'Auxerre. Un diacre de Naples, Paul, traduit également à son intention une Vie de sainte Marie l'Égyptienne et une Conversion de Théophile, consacrée à Théophile d'Adana et à son pacte avec le diable. Enfin, Anastase le Bibliothécaire traduit pour lui des récits sur saint Démétrios de Thessalonique et sur saint Denis.
Le mythe de saint Denis, patron de la dynastie carolingienne, trouve d'ailleurs ses sources de manière décisive au IXe siècle : comme on l'a vu, Hilduin, abbé de Saint-Denis, est chargé de traduire les œuvres du Pseudo-Denys, qui s'identifie lui-même à Denys l'Aréopagite, évêque d'Athènes au Ier siècle. Or, Hilduin rédige vers 835 une Vita sancti Dionysii dans laquelle il identifie cette fois le premier évêque de Paris (IIIe siècle) à l'Aréopagite. Une confusion entretenue tout au long du Moyen Âge et reprise par Suger au XIIe siècle. L'identification de la dynastie, du saint et de l'abbaye se poursuit sous Charles le Chauve. Ce dernier, abbé laïc du monastère, demande à Jean Scot Érigène de réviser la traduction des œuvres attribuées au saint patron, ce qui est achevé vers 860-862. L'influence intellectuelle du Pseudo-Denys sur la théologie mystique est inestimable, à commencer par le Periphyseon de Jean Scot lui-même, qui laisse une large part à la théologie négative.
Jean Scot assiste également Charles au sujet des thèses de Gottschalk sur la prédestination (alors qu'Hincmar, Ratramne de Corbie et Loup de Ferrières ont déjà été consultés). L'Irlandais rédige à ce sujet son De divina praedestinatione liber (851). D'autres questions théologiques suscitent les questions de Charles, comme lorsqu'il demande en 842 à Ratramne de lui exposer ses idées sur l'eucharistie, en réaction au De partu Virginis de Paschase Radbert (à la posture réaliste) : le futur débat sur la transsubstantiation est à peine annoncé.
Enfin, le roi aime réunir moines et clercs, comme en témoigne Héric d'Auxerre dans la dédicace de sa Vita sancti Germani : « C'est donc à bon droit qu'on appelle école ce palais dont, chaque jour, le chef ne s'exerce pas moins aux arts scolaires qu'aux arts militaires. »
Héric y rapproche également Charles de Salomon, de César et de l'idéal du roi philosophe. Achevée en 873, cette Vie précède de deux ans le sacre impérial de Charles par Jean VIII.

## L'éducation auIXesiècle

### Les foyers principaux

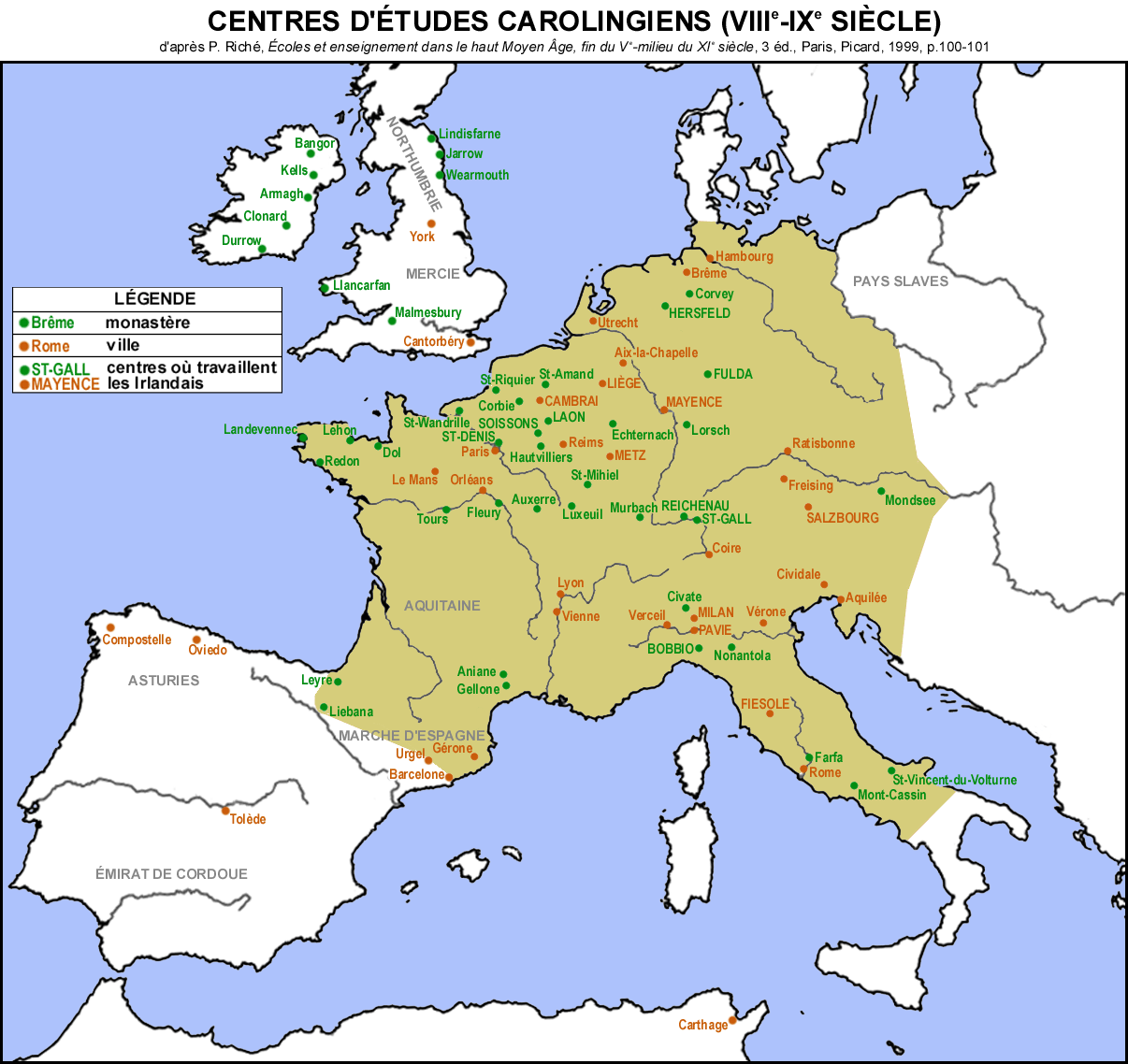
Centres d'études carolingiens, : en vert les écoles monastiques, en orange les écoles épiscopales

Mesuré par l'activité et la localisation des écoles au IXe siècle, le renouveau carolingien est incontestable. Sur la carte dense des écoles de l'Empire, quelques foyers majeurs apportent une contribution notable. En Francie occidentale, ce sont Saint-Amand, Saint-Riquier et Corbie (dont proviennent Paschase Radbert et Ratramne), les écoles épiscopales de Reims (sous Ebbon et Hincmar) et de Laon, Saint-Denis et l'école parisienne de Saint-Germain-des-Prés (en plein essor), et plus au sud les écoles de Ferrières (sous l'abbé Loup de Ferrières, élève d'Alcuin) et d'Auxerre (où enseigne Héric, élève de Loup).
En Lotharingie, les principales écoles épiscopales sont à Metz (sous Drogon), à Liège (sous Hartgar et grâce à l'enseignement de Sedulius) et à Utrecht, tandis que des centres monastiques sont actifs à Stavelot (avec Christian de Stavelot), à Saint-Mihiel (avec Smaragde) et à Murbach. Il faut y ajouter l'école de Lyon, où le travail de Leidrade est poursuivi par Agobard, et où œuvrent des lettrés comme Florus.
Dans le royaume de Germanie, le principal centre scolaire est l'abbaye de Fulda, restaurée et animée par Raban Maur, élève favori d'Alcuin, dont l'œuvre est parmi les plus considérables du Moyen Âge, en qualité comme en quantité. Signalons également les écoles de Reichenau, dirigée par Walafrid Strabon, et de Saint-Gall, où s'illustrent sous l'abbé Grimald et après lui des lettrés comme les Irlandais Marc et Marcellus, Tuotilo, Ratpert et Notker le Bègue.
Enfin, en Italie, l'activité culturelle reste intense dans le nord : à Pavie, à Vérone où demeure l'archidiacre Pacificus, à Civate, abbaye rattachée à Saint-Gall où enseigne Hildemar de Civate. La situation est toujours moins brillante plus au sud, bien que subsiste une activité, notamment de traduction, à la bibliothèque du Latran, sous son bibliothécaire Anastase.

### Les écoles

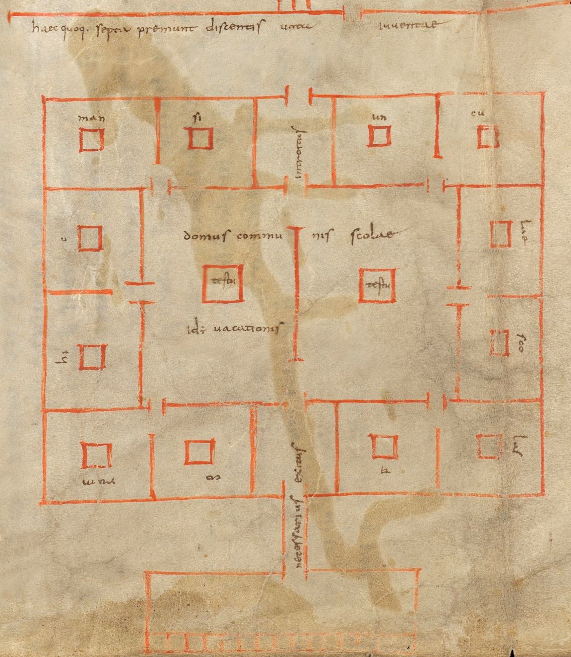
L'école du Plan de Saint-Gall (en haut : Haec quoque septa premunt discentis uota iuuentae), à laquelle on accède par le flanc de l'église (introitus). On distingue les douze cellules où résident les écoliers (mansiunculae scolasticorum hic), et au centre deux grandes pièces sur lesquelles il est inscrit : domus communis scolae (maison commune de l'école) ; sur celle de gauche est précisé id (est) vacationis, ce qui semble désigner le lieu de récréation. Un couloir mène aux latrines (necessarius exitus).

Le plan de Saint-Gall est une source d'information précieuse, qui présente en particulier le plan d'une école. À partir du flanc de l'église, on accède à un bâtiment situé entre la maison de l'abbé et la résidence pour les invités nobles. Douze cellules, sans doute les chambres des écoliers (mansiunculae scolasticorum hic) entourent deux grandes pièces communes (domus communis scolae) où se déroulent les cours. Un coin semble réservé à la récréation (id (est) vacationis)[réf. nécessaire]. Un couloir mène aux latrines (necessarius exitus), qui comprennent quinze places. Le bâtiment dans son ensemble est couvert d'une toiture de tuiles ajourée pour l'aération et la lumière (testu). La maison du maître se trouve quant à elle contre l'église, face à l'entrée.
Ce schéma peut être considéré (comme l'ensemble du dessin) comme un plan-type, représentant une conception idéale de l'école. Le mobilier scolaire devait quant à lui être simple : chaire pour le maître et sièges le long des murs pour les élèves. Ceux-ci portaient leur stylet et leurs tablettes (en général une paire), attachées par un cordon : celles-ci sont réutilisables en les effaçant avec l'autre bout du stylet. Le parchemin, plus coûteux, n'est utilisé que par le maître. Celui-ci les plie en cahier (schedula) ou les coud en rouleau (volumen), et se constitue ainsi une collection de notes de lectures, commentaires, florilèges à son usage. La question de la discipline est abordée par certains auteurs, comme Paul Diacre qui conseille une surveillance de trois ou quatre maîtres pour dix enfants, et recommande la modération dans l'usage du fouet et des punitions, allant même jusqu'à recommander d'interdire de telles pratiques à son avis inefficaces.

### Les programmes
La base de l'enseignement scolaire est d'abord constituée de l'apprentissage de la lecture et de celui du latin. Un manuscrit de Saint-Gall présente des dialogues bilingues semblables aux méthodes contemporaines. L'apprentissage de l'écriture ne vient qu'ensuite, d'abord en traçant des lettres sur des tablettes, puis, plus tard, en écrivant à la plume sur du parchemin : comme on le sait grâce à Éginhard, Charlemagne savait lire mais ne parvint jamais à écrire, faute de s'y être exercé assez tôt. Le calcul est une autre obligation de l'apprentissage élémentaire. Celui-ci passe par des devinettes ressemblant aux problèmes scolaires actuels, dans les Propositiones ad acuendos juvenes d'Alcuin.
Le calcul passe également par la technique du comput digital, héritée de l'antiquité romaine et remise à l'honneur par Bède. Celle-ci permet de retrouver les fêtes mobiles du calendrier, mais aussi d'exprimer des quantités (jusqu'au million), ou d'apprendre les notes de musique. Les efforts dans l'apprentissage de la musique, voulus par Charlemagne à travers l'Admonitio generalis, montrent l'importance des différentes applications du comput digital.

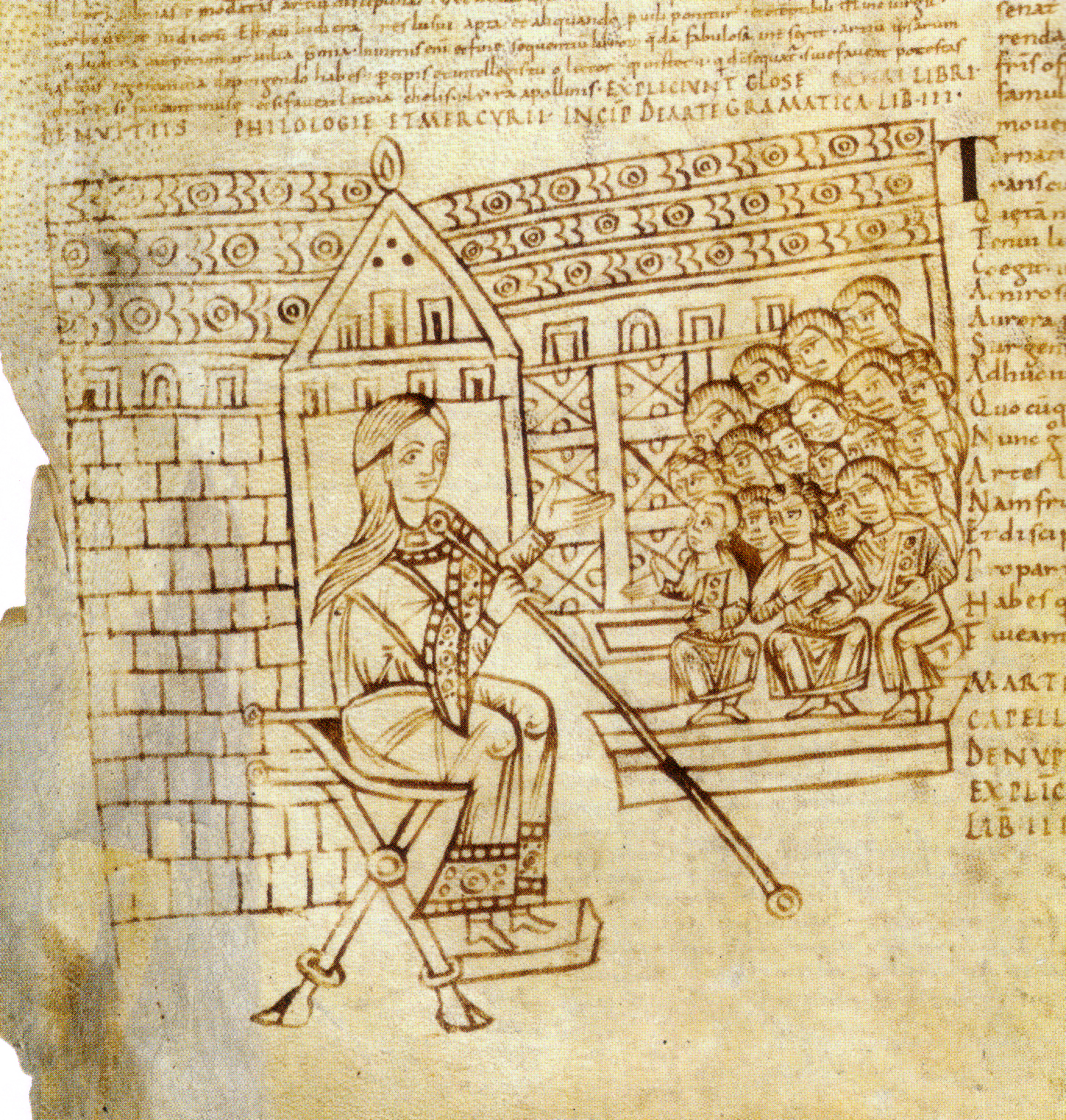
Grammaire, qui tient la férule, enseigne aux élèves, équipés de tablettes. Illustration d'une copie des Noces de Philologie et de Mercure, de Martianus Capella (Ve siècle), qui y présente les sept arts libéraux. Manuscrit de Fleury, Xe siècle.

#### Renouveau des arts libéraux
Les programmes scolaires plus poussés doivent beaucoup aux grands lettrés de la renaissance carolingienne, à commencer par Alcuin, dont la contribution majeure en la matière est la réhabilitation des arts libéraux. Il reprend la notion développée par Martianus Capella, les sept disciplines constituant pour lui les colonnes ou degrés du temple de la Sagesse, se référant en cela aux Proverbes (9,1). Il invente le terme de trivium regroupant les disciplines s'appliquant à l'écriture (la grammaire, la rhétorique et la dialectique) défendues par Cassiodore, pour faire pendant au quadrivium de Boèce (arithmétique, géométrie, astronomie, musique). Alcuin compose enfin quatre traités sur le trivium : pour la grammaire (De Grammatica), l'orthographe (De Orthographia), la rhétorique (De Rhetorica et Virtutibus) et la dialectique (De Dialectica).
Hormis Alcuin et Bède, les autres manuels majeurs sont bien souvent tout droit venus de l'Antiquité : ainsi, pour la grammaire, Donat (Ars minor et Ars major), Priscien (Institutiones grammaticae), Phocas (Ars de nomine et verbo), Euthychès (Ars de verbo). La grammaire est également étudiée par la lecture des classiques païens (Virgile, Horace, Juvénal, César, Salluste, Flavius Josèphe, Eusèbe de Césarée, Orose) aussi bien que chrétiens (Prudence, Juvencus, Sedulius).
La rhétorique est enseignée grâce à Quintilien et Cicéron, et la dialectique revient au goût du jour : on redécouvre Boèce (Consolation de Philosophie), et les œuvres antiques, notamment les quatre composantes de la logica vetus : les Catégories et les Interprétations d'Aristote, l’Isagoge de Porphyre (trois ouvrages traduits par Boèce) et les Topiques de Cicéron. Ces efforts paient : on voit la maîtrise dont fait preuve Jean Scot Érigène dans son De divisione naturae, où la dialectique devient l'instrument rationnel privilégié pour établir la connaissance, même en matière théologique, et devant l'auctoritas. L'éloge que fait Raban Maur de la dialectique est en cela tout à fait significatif :

« La dialectique est la discipline de la raison qui cherche, définit et disserte, capable de discerner même le vrai du faux. C'est la discipline des disciplines ; elle enseigne à enseigner, elle enseigne à apprendre, en elle la raison se démontre elle-même et explicite ce qu'elle est, ce qu'elle veut, ce qu'elle voit. »

Concernant le quadrivium, Boèce et Martianus Capella restent les auteurs les plus utilisés. Selon Éginhard, l'astronomie fait l'objet de l'attention de Charlemagne, qui échange des lettres sur le sujet avec Alcuin, questionne Dungal sur les deux éclipses de 810, et fait rédiger un abrégé d'astronomie et de comput. Dans le domaine musical, la formation des chantres reste souvent le fait d'écoles spécialisées, comme à Metz, Saint-Wandrille, Salzbourg, Lyon ou encore Saint-Gall. La théorie (musica), nécessaire à la pratique musicale des chantres (cantus), est apprise grâce à saint Augustin, Martianus Capella et Boèce. Mais les progrès sont permanents. Vers 800 à Saint-Riquier est composé le premier tonaire qui fixe le ton psalmodique d'une antienne. Puis, sous Louis le Pieux, le chancelier Hélisachar, Agobard de Lyon et Nebridius perfectionnent l'antiphonaire dit grégorien. Dans la deuxième moitié du IXe siècle, Notker le Bègue développe l'usage des neumes pour la notation musicale. Les progrès suivants de la théorie et de la notation sont dus à Hucbald de Saint-Amand, à Réginon de Prüm, et surtout à l'anonyme du traité Musica enchiriadis, dans lequel apparaît l'organum, et donc la polyphonie.
Enfin, les arts libéraux ouvrent à l'étude de la médecine, et bien sûr à l'exégèse biblique, qui font l'objet de manuscrits, mais pas encore d'enseignements spécifiques.

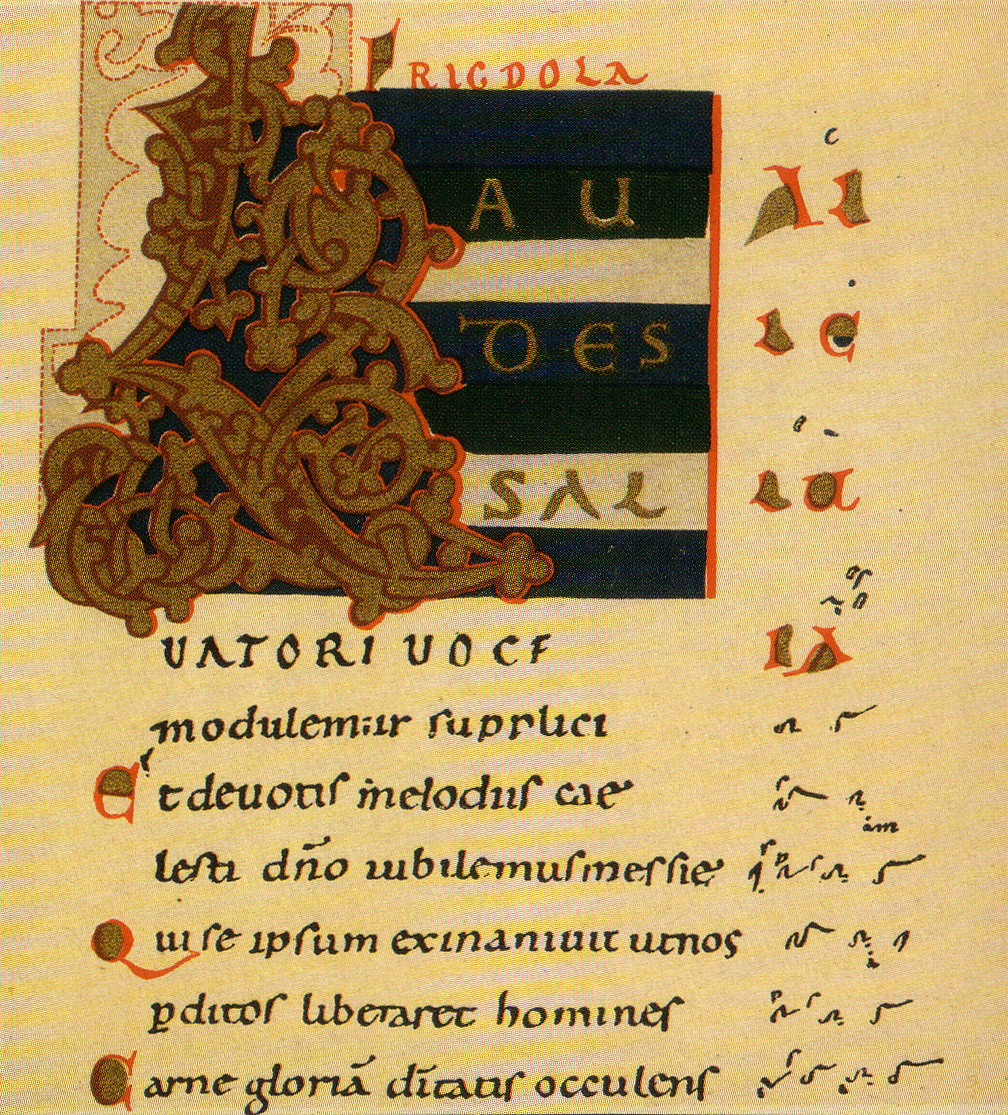
Première page du cycle de Pâques Laudes Salvatori, de Notker le Bègue (Graduel et séquences), avec des neumes. Manuscrit carolingien, v. 860

### Les laïcs: une éducation balbutiante
Il est d'abord essentiel de distinguer l'éducation des laïcs de celle des clercs, en raison de la séparation des oblats décidée en 817. Il y eut sans doute peu d'exemples de telles écoles doubles : de fait, rares sont les laïcs à être instruits, et notamment à connaître le latin. Quatre d'entre eux sont passés à la postérité. Éginhard, dont on connaît la Vita Karoli ; Angilbert, auteur de poèmes et soucieux d'enrichir la bibliothèque de Saint-Riquier, dont il est l'abbé laïc ; Évrard de Frioul, dont le testament recense tous les livres, qui comprennent aussi textes religieux aussi bien que classiques ; et enfin une femme, Dhuoda.
L'exemple de cette dernière est d'autant plus significatif qu'elle est l'auteur du Libellus manualis (Manuel) à l'usage de son fils Guillaume, composé entre 841 et 843 : en réalité un « miroir », recueil de conseils moraux, comme le montre le prologue :

« (…) De même que le jeu des échecs est le plus brillant des arts mondains pour un jeune homme ; de même que le miroir d'une femme lui montre ce qui doit disparaître de son visage et ce qu'elle doit y laisser voir pour plaire à son époux ; ainsi je désire qu'au milieu du tourbillon du monde et du siècle, tu lises fréquemment mon livre. Fais-le en souvenir de moi, aussi souvent qu'on se regarde dans un miroir ou qu'on joue aux échecs. Fais-le, quel que soit le nombre croissant de tes autres livres, et avec l'aide de Dieu comprends-le. Tu y trouveras ce que tu préfères connaître, en abrégé ; tu y trouveras aussi un miroir où tu pourras considérer le salut de ton âme, afin de plaire non seulement au siècle, mais encore à Celui qui t'a formé du limon (…). »

D'autres ouvrages de ce type existent et nous informent sur le socle de l'éducation des laïcs. Comme un traité de la plume d'Alcuin, Des vices et des vertus (De virtutibus et vitiis liber), destiné à Guy de Bretagne, comme le Livre des exhortations (Liber Exhortationis) de Paulin d'Aquilée, écrit pour Éric, duc de Frioul, ou encore comme le traité De l'éducation des laïcs (De institutione laicali) de Jonas d'Orléans. Il faut ajouter à cela l'essor des « miroirs de princes », comme Le Métier de roi (De institutione regia) du même Jonas, ou le Livre des bons chrétiens (Liber de rectoribus christianis) de Sedulius. Une éducation pour l'élite, donc : encore faut-il traduire les œuvres pour une grande partie de celle-ci, comme le font faire Charlemagne et, en Angleterre, Alfred le Grand.
La chronique Gesta Karoli Magni, écrite en 884 par Notker le Bègue, rapporte une visite de Charlemagne dans une école laïque : l'empereur d'Occident félicite des élèves de condition modeste et tance du regard les fils de nobles. Les manuels d'instruction primaire de la troisième République s'appuient sur ce mythe (la plupart des enfants de paysans ayant sans doute été exclus de cette scolarité)[réf. nécessaire] pour faire de Charlemagne l'ancêtre de l'école primaire et obligatoire.

## Bilan de la renaissance carolingienne

### Le sauvetage du latin et de la culture classique
Le bilan de la renaissance carolingienne est déjà souligné par les lettrés de la cour de Charlemagne, qui célèbrent ce dernier. Alcuin, bien sûr, qui ne manque pas de souligner son rôle culturel et plus largement spirituel dans ses lettres. Mais aussi par Héric d'Auxerre qui voit en lui « celui qui a fait jaillir les flammes des cendres », et Loup de Ferrières pour qui Charles est « celui que les lettres doivent faire connaître afin de lui procurer une mémoire éternelle ». Walafrid Strabon voit en Charlemagne un véritable idéal :

« De tous les rois, Charles était le plus avidement empressé à rechercher les savants et à leur procurer le moyen de philosopher tout à leur aise, ce qui lui permit d'assurer à nouveau le rayonnement de la science entière en partie inconnue de ce monde barbare et de faire ainsi de toute l'étendue du royaume qu'il avait reçu de Dieu encore enveloppé de brumes et pour ainsi dire presque aveugle, un pays lumineux aux yeux pénétrés de clarté divine. »

Le rôle de Charlemagne et des Carolingiens est donc clairement reconnu et souhaité, comme en témoigne la déclaration de Savonnières en 859. Les princes du IXe siècle sont également l'objet de louanges, en particulier Charles le Chauve, par exemple sous la plume d'Héric d'Auxerre.
Quel bilan historique dresser de la renaissance carolingienne ? D'abord, le renouveau scolaire n'est pas anodin. La législation scolaire initiée par Charlemagne et rappelée tout au long de son règne, puis par ses successeurs, prend une part active dans la multiplication des centres d'études en Occident. Ces aspects quantitatifs sont complétés par au moins deux grands axes culturels majeurs, et essentiels pour la vie intellectuelle de tout le Moyen Âge occidental et au-delà.
Signalons ensuite la sauvegarde de nombreux textes de l'Antiquité, en particulier les auteurs latins, recopiés à l'initiative des maîtres, et grâce au travail des scriptoria. Parmi les plus importants, on compte Virgile, Horace, Térence, Quintilien, Sénèque, Cicéron. Nous n'avons aujourd'hui à notre disposition que cent cinquante œuvres environ, sur l'ensemble des huit cents noms d'auteurs latins que nous connaissons : cet héritage est dû, outre les textes qui nous sont parvenus par l'intermédiaire de Byzance et du monde musulman, à la renaissance carolingienne. Un héritage classique mêlé à la culture chrétienne (et notamment monastique) par les lettrés de la période carolingienne dans une démarche comparable à celle des humanistes.
Par ailleurs, le renouveau de la langue latine elle-même doit beaucoup aux efforts des Carolingiens pour sa correction (ou emendatio). Selon Michel Banniard, on assiste à « un retour à marches forcées vers la norme latine grâce à l'intervention massive de grammairiens venus de toute l'Europe ». Ces progrès, dont nous ne connaissons que les traces écrites, existent également à l'oral, comme en témoigne le souci nouveau de noter la ponctuation sur les manuscrits. Dans l'ensemble, ce travail sur la langue latine est célébré par ses contemporains. Un poète de cour compare ainsi à la bravoure militaire du roi, l'ardeur qu'il déploie pour éradiquer les erreurs qui corrompent les textes :

« Héros très courageux, il jette à terre, par ses guerres, les sauvages / Le roi Charles ne le cède à personne par l'éclat du cœur / Sans souffrir que les ronces de l'erreur s'immiscent parmi les livres, / sublime par son zèle, en tout il corrige bien. »

Ces progrès sont d'ailleurs accompagnés d'efforts similaires dans le domaine des langues vernaculaires, les princes carolingiens souhaitant que des textes chrétiens soient écrits ou traduits en langue germanique ou romane à l'intention des aristocrates ne connaissant pas le latin, de même que les évêques sont invités à rédiger leurs homélies et à dire leurs prêches en langue barbare.

### Des limites à signaler

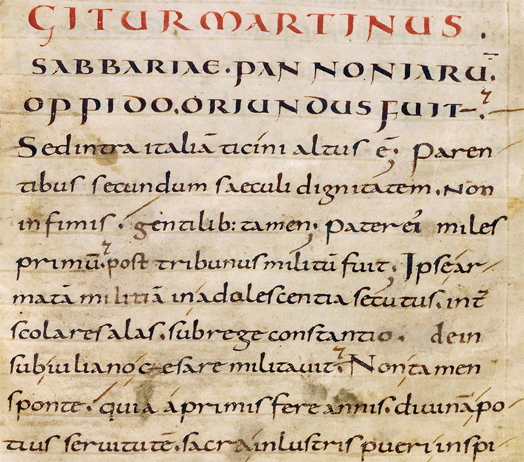
La minuscule caroline, progrès des scriptoria ou symbole d'une culture des élites et du luxe ?

Le bilan scolaire reste cependant à nuancer, en raison du grave échec consécutif au concile d'Aix de 817, entraînant la fermeture des écoles monastiques, notamment les plus modestes, dans les campagnes. Jacques Le Goff est particulièrement sévère à ce sujet :

« D'une renaissance elle n'a aucun des traits quantitatifs que nous paraît impliquer cette notion. (…) Renaissance pour une élite close – numériquement très faible – destinée à donner à la monarchie cléricale carolingienne une petite pépinière d'administrateurs et de politiques. Les manuels d'histoire républicains français se sont bien trompés en popularisant un Charlemagne, illettré d'ailleurs, protecteur de la jeunesse des écoles, et précurseur de Jules Ferry. (…) La science pour ces chrétiens, chez qui sommeille le barbare, c'est un trésor. Il faut le garder soigneusement. Culture fermée, à côté de l'économie fermée. La renaissance carolingienne, au lieu de semer, thésaurise. Peut-il y avoir une renaissance avare ? »

Si la vision d'une « économie fermée » a depuis évolué[réf. nécessaire], ces limites demeurent signalées pour les questions culturelles dans l'historiographie plus récente, comme chez Philippe Depreux, historien français, spécialiste du haut Moyen Âge :

« (…) on ne peut se départir de l’idée que le renouveau culturel des temps carolingiens, ce qui relève vraiment de la « renaissance », ne concerna que peu de monde : essentiellement l’entourage du souverain et les élites, certains clercs et moines. (…) Tout cela fait une récolte d’importance sur le plan intellectuel, mais modeste quant au nombre. »

De plus, la magnificence des manuscrits de l'époque, symbolisée par la minuscule caroline, en fait selon Le Goff des objets de luxe plus que des outils d'étude :

« (…) ils ne sont pas faits pour être lus. Ils vont grossir les trésors des églises, des riches particuliers. Ils sont un bien économique plutôt que spirituel. (…) Les livres ne sont pas considérés autrement que les vaisselles précieuses. »

D'autres historiens étendent cette réflexion à la langue latine qui, restaurée parmi l'élite, se ferme définitivement au peuple, véritable « drame de la Renaissance carolingienne ». De telles considérations amènent aujourd'hui certains spécialistes de la période, comme Michel Sot, à se prononcer « pour une réévaluation de la renaissance carolingienne ». Pierre Riché tempère toutefois ces positions :

« On a dit qu'en arrêtant l'évolution du latin qui peu à peu devenait une langue parlée, ancêtre de la langue romane, les Carolingiens avaient créé un fossé entre une culture savante et une culture populaire. Cela est vrai mais le succès de la réforme liturgique, le renouveau des études bibliques, l'unité entre tous ceux qui gouvernaient l'empire rendaient nécessaire que le latin retrouve sa correction et son universalité. Grâce aux Carolingiens, l'Occident va disposer pour des siècles d'un moyen de communication international qu'il ne retrouvera pas par la suite. »

Sur la culture de la cour, enfin, l'historien Jacques Le Goff la décrit de manière très critique comme :

« (…) celle des rois barbares, d'un Théodoric ou d'un Sisebut. Elle se réduit souvent aux jeux puérils qui séduisent les Barbares. Prouesses verbales, devinettes, "colles" scientifiques, elle est voisine de nos jeux radiophoniques et de la page de récréations de magazines. L'Académie royale ne dépasse pas le divertissement de société, de cénacle provincial autour du prince qu'on s'amuse à appeler tantôt David, tantôt Homère. L'empereur qui sait lire – ce qui est beaucoup pour un laïc – mais non écrire, s'y amuse comme un enfant en se faisant fabriquer un alphabet de grosses lettres qu'il cherche à déchiffrer la nuit en les tâtant avec ses doigts sous l'oreiller. L'enthousiasme pour l'Antiquité se limite souvent à la retrouver chez Cassiodore et Isidore de Séville. »

Ces limites, Le Goff les attribue, en se référant à l'historien polonais Aleksander Gieysztor, au groupe social réduit et fermé que constitue la cour carolingienne, dont les besoins culturels se réduisent à l'amusement d'un petit groupe de fonctionnaires.

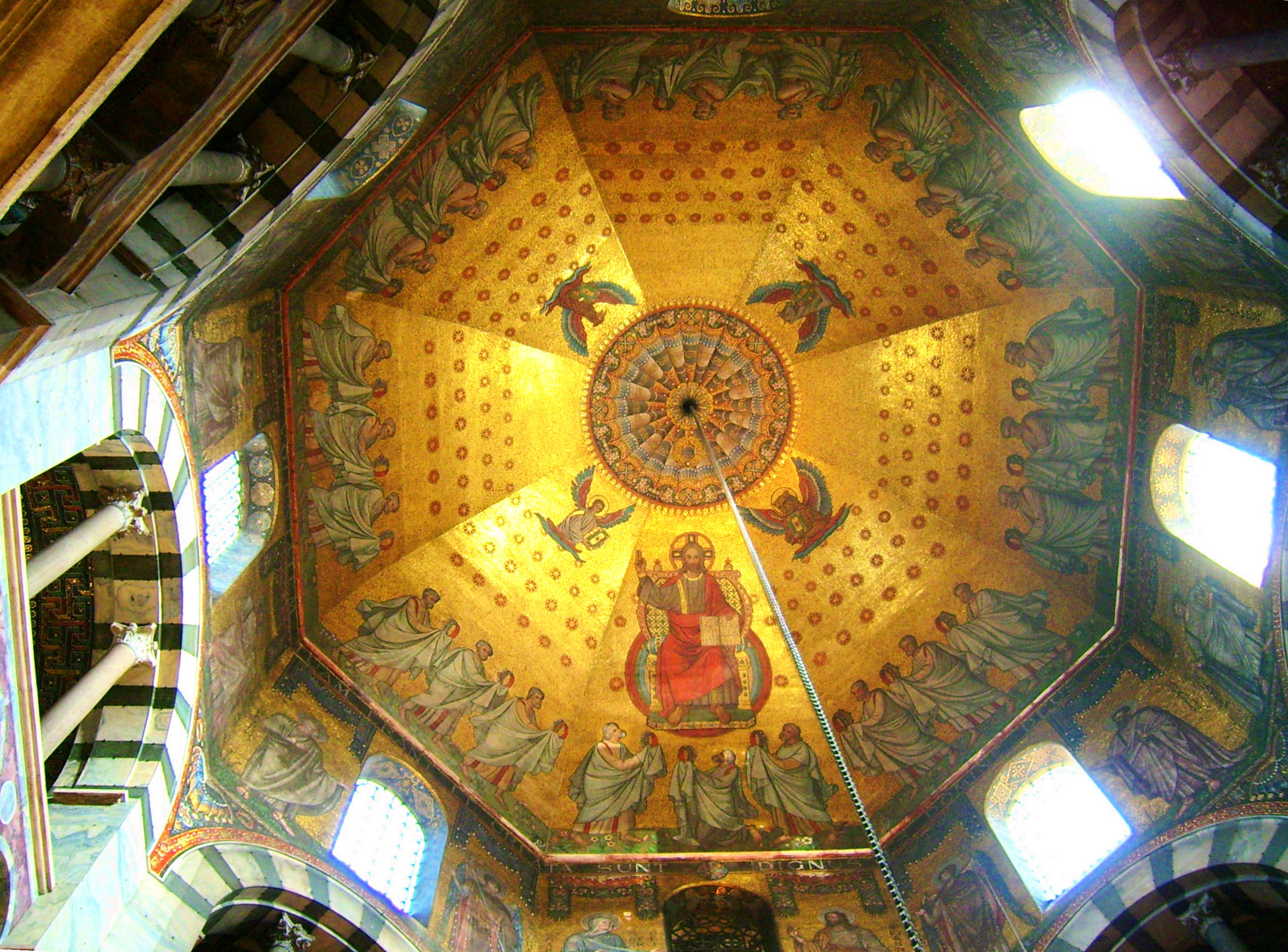
La chapelle palatine, legs architectural de Charlemagne.

### Extensions: art et architecture
Sous la direction de Charlemagne, de nouveaux Évangiles et œuvres liturgiques mais aussi des documents historiques, littéraires et scientifiques d'auteurs anciens, sont copiés. Les enluminures sont particulièrement riches pour les manuscrits royaux, comme l'évangéliaire de Charlemagne réalisé à Aix-la-Chapelle où les meilleurs artistes sont regroupés. Dans ces chefs-d'œuvre convergent les influences byzantines, irlandaises ou antiques. Ces influences se retrouvent dans d'autres formes artistiques, comme l'orfèvrerie.

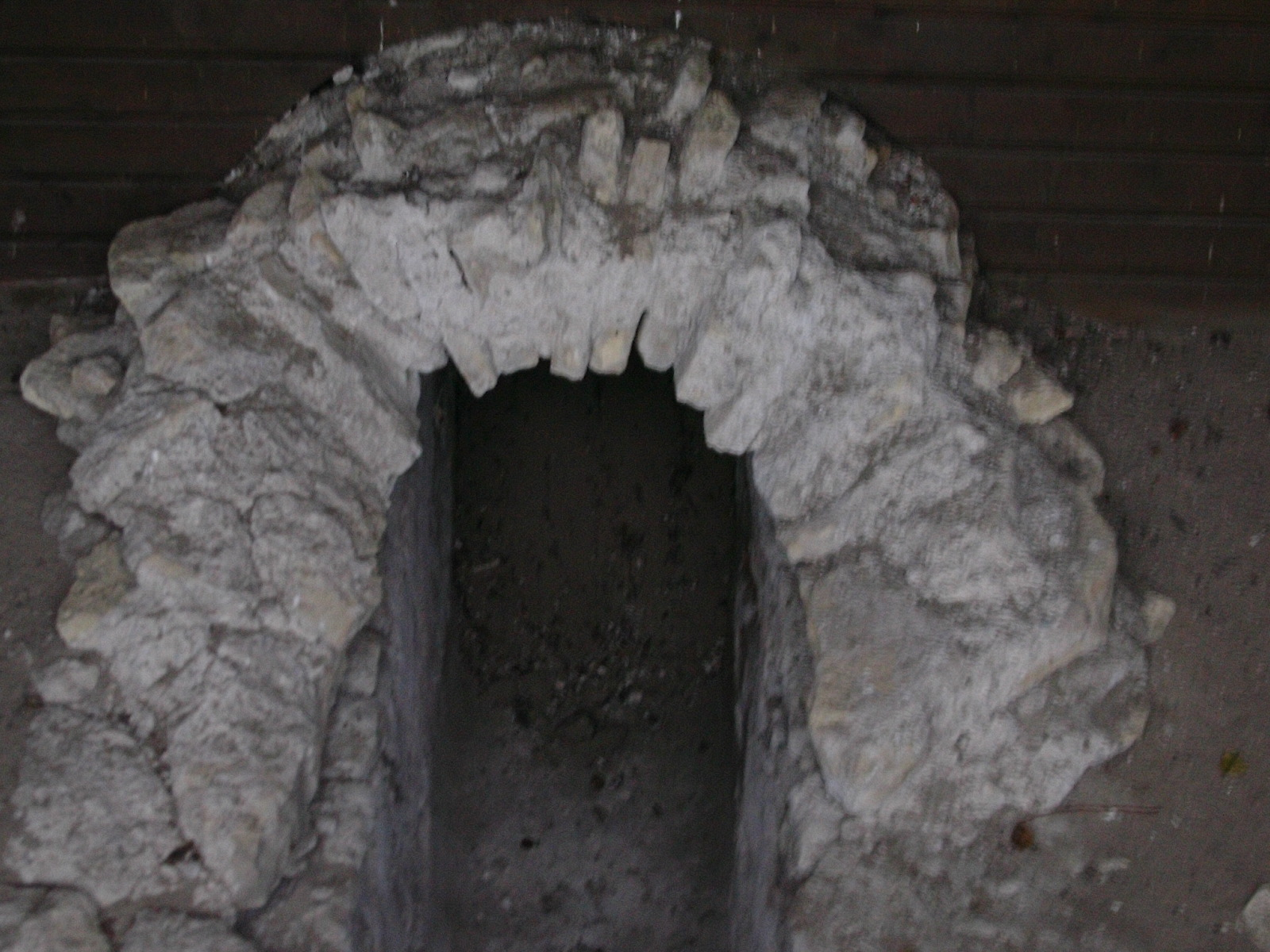
Aqueduc carolingien à Ingelheim.

L’architecture connaît aussi un essor considérable. « Des centaines de résidences royales furent construites ou transformées, vingt-sept cathédrales furent bâties, des centaines de monastères eurent de nouveaux bâtiments », rappelle Pierre Riché. De l'architecture carolingienne, on retient en particulier le palais royal d'Aix, et sa fameuse chapelle, souvent imitée au cours des siècles suivants. Pour cet ensemble, Charlemagne, qui souhaite rivaliser avec les palais orientaux, fait venir de Ravenne des colonnes de marbre et la statue équestre de Théodoric. Par ailleurs, les évêques font aussi œuvre de bâtisseurs (à Metz, Lyon, Tournai, Le Mans) et des cathédrales importantes sont entamées, souvent reconstruites par la suite (comme à Cologne ou Reims). La construction de grands monastères fait aussi l'objet d'efforts particuliers, comme en témoigne le fameux plan de Saint-Gall : des travaux sont menés à Saint-Denis, à Saint-Riquier, Fulda, et plus tard Saint-Germain d'Auxerre ou Corvey.

### Les Ottoniens:renovatio imperiiet nouvelle «renaissance»
L'Empire carolingien disparu, une nouvelle période de renouveau s'ouvre bientôt avec la « renaissance ottonienne » avec les continuateurs auto-proclamés de la dynastie impériale. Les rois de Germanie, Otton Ier, Otton II et Otton III jouent en effet un rôle majeur en protégeant les lettrés à l'imitation des Carolingiens.
La frontière entre renaissance carolingienne et renaissance ottonienne est cependant ténue. Aussi Pierre Riché préfère-t-il parler de « Troisième renaissance carolingienne » couvrant le Xe siècle et débordant sur le XIe siècle, les deux premières étant celle du règne de Charlemagne proprement dit, et celle des règnes de ses successeurs. Cette analyse souligne le lien, d'ailleurs revendiqué, entre les renouveaux culturels du VIIIe siècle au XIe siècle. Le renouveau ottonien peut d'ailleurs sembler limité en comparaison avec les temps carolingiens, et l'activité culturelle de la période ottonienne ressemble sous certains aspects à une survivance des temps carolingiens, auxquels elle doit le latin, les manuscrits, les œuvres classiques et les structures scolaires, plus qu'à une véritable renaissance.

### Sources
- Monumenta Germaniae Historica :
  - Scriptores rerum germanicarum, Nova series, XII, éd. Hans F. Haefele, Berlin, 1959, DMGH
  - Leges, II, Capitularia regum Francorum, I-II, éd. Alfred Boretius & Viktor Krause, Hanovre, 1883-1897, DMGH ou Gallica : I et II
  - Capitularia Episcoporum, I, éd. Peter Brommer, Hanovre, 1984 DMGH
  - Concilia, II, Concilia aevi Karolini, I-II (742-842), éd. Albert Werminghoff, Hanovre, 1906-1908, DMGH ou Gallica : I et II
  - Epistolae, t.IV, Epistolae Karoli Aevi II, éd. Ernst Duemmler, Berlin, 1895 DMGH
  - Poetae, I-IV, éd. Societas aperiendis fontibus, Berlin, 1881-1890, DMGH ou Gallica : I, II, III, IV
- Éginhard, Vita Karoli, Gallica
- Alcuin, Patrologie Latine, 101, Documenta Catholica Omnia
- Notker le Bègue, Gesta Karoli Magni, éd. Hans F. Haefele in MGH, Scriptores, voir supra, DMGH
- Paul Diacre : extraits
- Raban Maur : De Universo et autres, Patrologie Latine, 110, Documenta Catholica Omnia